# Fachan
 (octobre 2024).
Dans le folklore écossais, le Fachan, aussi connu sous les noms de Fachin, Fachen, Direach Ghlinn Eitidh ou Dithreach (nain de Glen Etive), est un monstre ou géant décrit par John Francis Campbell dans Popular Tales of the West Highlands. Ce monstre est caractérisé par un œil unique au centre du visage, une seule main sortant de sa poitrine à la place des bras, et une seule jambe émergeant de son axe central. Il possède également une touffe de cheveux unique au sommet de la tête, que Campbell décrit comme étant si difficile à plier qu'il serait plus facile de déraciner une montagne. Campbell note également l'influence possible de créatures de la tradition arabe, telles que le Nesnas ou le Shikk, qui sont décrites comme des "moitiés d'êtres humains" et qui sautillent sur une jambe avec une grande agilité.

Douglas Hyde cite la description de Campbell dans son recueil de folklore irlandais Beside the Fire et fait référence à un manuscrit irlandais dans lequel un monstre similaire est décrit :
Il tenait dans sa main maigre un fléau de club en fer très épais, avec vingt chaînes attachées à celui-ci, et cinquante pommes sur chaque chaîne, et un sort venimeux sur chaque grande pomme, et une ceinture faite de peaux de cerfs et de chevreuils autour de ce qui était son corps, et un œil au milieu de son front noir, et une main nue, dure et très poilue sortant de sa poitrine, et une jambe veineuse à semelle épaisse le soutenant, ainsi qu'un manteau bleu foncé, épais et rigide, fait de plumes torsadées, protégeant son corps, et assurément, il ressemblait plus à un démon qu'à un homme.
Hyde suggère que les deux descriptions représentent des branches d'une tradition gaélique commune et que le mot fachan pourrait être un diminutif de l'irlandais fathach (géant) et apparenté à l'écossais famhair (géant).